# Hotel Nimb
Nimb Hotel er et af Københavns seks luksushoteller, der er tildelt fem stjerner. Det har adresse på Bernstorffsgade 5 og ejes og drives af Tivoli. Hotellet tilbyder 38 værelser & suiter, fire restauranter, to barer samt møde- og eventfaciliteter. Kokken Thomas Herman drev restauranten Herman i Nimb, der havde en stjerne i Michelinguiden.

## Historie
Nimb åbnede i 1909 i forbindelse med, at det nybyggede maurisk-inspirerede palads i Tivoli slog dørene op som “Bazaar” med udstillinger af bl.a. kunsthåndværk. Forpagterne Vilhelm og Louise Nimb havde etableret sig som nogle af byens førende gastronomiske entreprenører og havde allerede overtaget deres første Tivoli-restaurant ved Tivolisøen i 1877, nemlig DIVAN 2, der i folkemunde hurtigt kom til at hedde ’Nimbs Terrasse’. I dag hedder den Nimb Gemyse.
Efter åbningen i 1909 etablerede restaurant Nimb sig hurtigt som Danmarks førende spisested. Louise Nimb sørgede for, at hendes døtre, Henriette og Serina, tog aktiv del i familievirksomheden. Henriette blev køkkenchef, og Serina blev oldfrue og sørgede for, at huset var propert. I 1920'erne holdt det unge festglade borgerskab til på Nimb, og i 1930'erne gjorde Statsradiofonien Nimb landskendt med udsendelser med dansemusik.
i 2008 slog Nimb dørene op efter en gennemgribende renovering og tilbød nu både hotel, restaurant, bar og konferencefaciliteter.
I 2015 blev Nimb Hotel kåret som "Hotel Of The Year" blandt 520 hoteller i 82 lande i netværket Small Luxury Hotels of the World.
I november 2017 indviede Nimb en ny fløj og udvidede hotellet med 21 værelser og suiter. Udvidelsen er på i alt 2000m2. På toppen af Nimb Hotel åbnede en terrasse med pool og poolbar i 2018. Arkitekten bag tilbygningen er Pei Cobb Freed & Partners.